# Grevskabet Edessa
Grevskabet Edessa (latin: Comitatus Edessanus) var en korsfarerstat i Mellemøsten i 1100-tallet, der eksisterede fra 1098 til 1144. Grevskabet var centreret omkring byen Edessa (i dag Şanlıurfa, Tyrkiet). Dets område er i dag en del af Tyrkiet og Syrien.

## Historie
Grevskabet Edessa blev etableret i 1098 af Balduin af Boulogne under det 1. korstog. Grevskabet lå øst for de øvrige korsfarerstater og havde i modsætning til disse ikke adgang til kysten. Det ophørte med at eksistere efter Edessas belejring i 1144. Edessas fald blev anledning til det 2. korstog.